# قلعه میکابوری

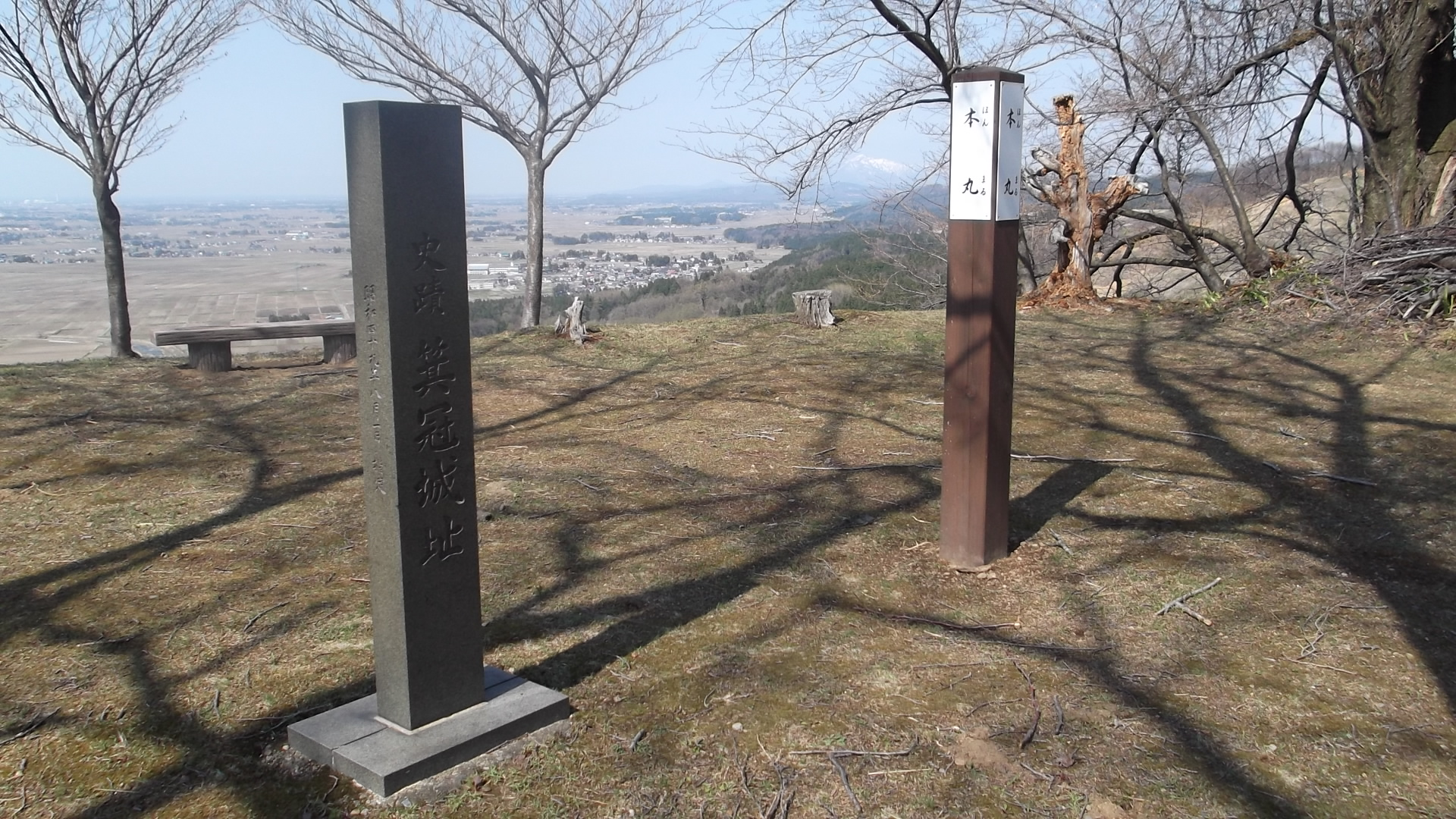
ویرانه‌های قلعه

قلعه میکابوری (به ژاپنی: 箕冠城 みかぶりじょう); یک قلعه ژاپنی در ولایت اچیگو بود که امروزه در بخش ایتاکورا، شهر جوئتسو، نیگاتا، استان نیگاتا واقع شده است. زمان ساخت قلعه مشخص نیست، اما محل سکونت خاندان اوکوما، یکی از ملازمان ارشد خاندان اوئه‌سوگی، شوگوی (فرماندار نظامی) ولایت اچیگو بوده است.